# Atomaria grossepunctata
Atomaria grossepunctata là một loài bọ cánh cứng trong họ Cryptophagidae. Loài này được Reitter miêu tả khoa học năm 1896.